# Amadeu Paulo Samuel da Conceição

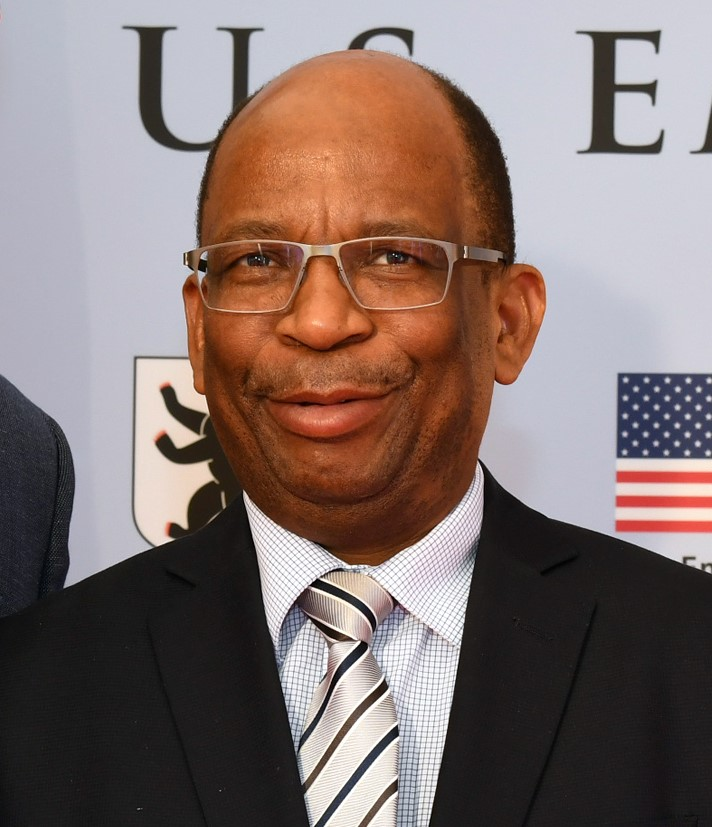
Amadeu Paulo Samuel da Conceição (2018)

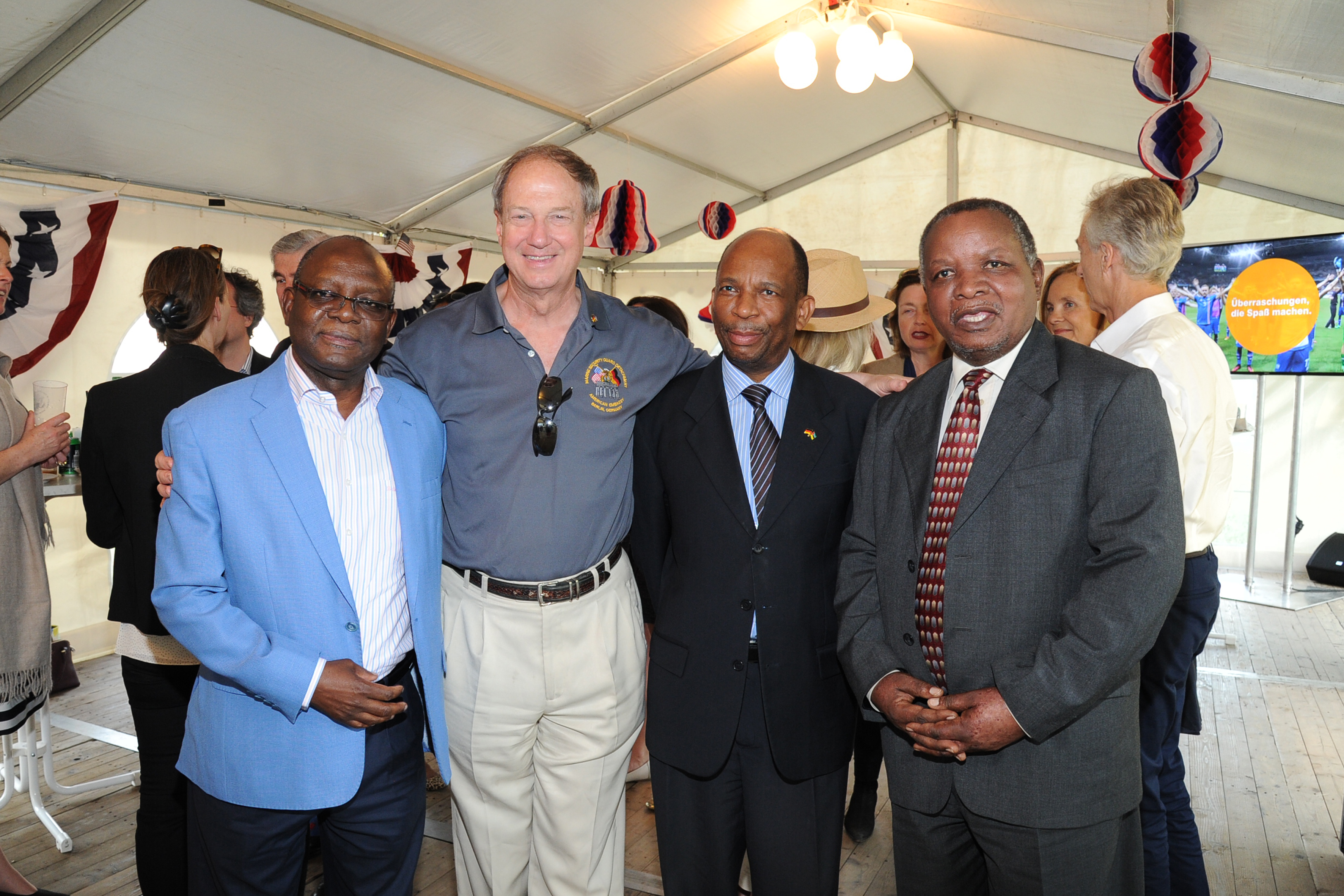
Von links: Bwalya Stanley Kasonde Chiti, John B. Emerson, Amadeu Paulo Samuel da Conceição und Michael Barth Kamphambe-Nkhoma (2016)

Amadeu Paulo Samuel da Conceição (* 8. Mai 1960 in Chonguene) ist ein mosambikanischer Diplomat.

## Leben
1978 trat er in den Dienst des mosambikanischen Außenministerium ein. Ab 1979 arbeitete er in der Abteilung für Europa und Amerika des Ministeriums. Zugleich erwarb er von 1978 bis 1983 einen Bachelor-Abschluss in Internationalen Beziehungen am Higher Institute of International Relations in Maputo. 1982/1983 war er als Attaché in der ständigen Vertretung Mosambiks bei den Vereinten Nationen in New York City eingesetzt. 1983 wurde er zum dritten Sekretär befördert. Er ging 1984 an die Botschaft Mosambiks in der DDR in Berlin, wo er bis 1989 tätig war und zum zweiten bzw. ersten Sekretär befördert wurde.
Von 1990 bis 1991 war er Interims-Geschäftsträger an der mosambikanischen Botschaft in Bonn.
1991 ging er zurück nach Mosambik und arbeitete als Assistent des Außenministers. Im Februar 1992 wurde er Leiter der Abteilung für Europa und Nordamerika des Außenministeriums. Von Oktober 1992 bis September 1994 war er Direktor für Afrika und den Mittleren Osten.
Im September 1994 wurde er mosambikanischer Botschafter in Italien und Griechenland mit Sitz in Rom. Zugleich war er ständiger Vertreter seines Landes bei der Ernährungs- und Landwirtschaftsorganisation der Vereinten Nationen und dem Internationalen Fonds für landwirtschaftliche Entwicklung. Diese Ämter versah er bis Januar 1999. An der Außenstelle der St. John’s University in Rom erwarb er einen Abschluss in Internationalen Beziehungen.
Von Februar 1999 bis Juni 2002 war er Direktor des mosambikanischen Protokolls. Im Juni 2002 wurde er bis Oktober 2004 Botschafter in Brasilien mit Sitz in Brasilia und Nebenakkreditierungen in Argentinien und Chile. Bis Februar 2007 war er Staatssekretär im Außenministerium und wurde dann bis September 2011 Botschafter in Kuba.
Im November 2011 wurde er Botschafter in Deutschland mit Sitz in Berlin. Nebenakkreditierungen bestanden ab Dezember 2011 beim Heiligen Stuhl, ab Juli 2012 in Österreich, ab 2013 in Tschechien und Ungarn und ab 2015 in Polen.
2018 wurde er mosambikanischer Botschafter in der Schweiz mit Sitz in Genf. Zugleich wurde er Ständiger Vertreter bei den Vereinten Nationen in Genf. Am 20. Februar 2019 wurde er auch Ständiger Vertreter Mosambiks bei den Vereinten Nationen in Wien.

## Persönliches
Amadeu Paulo Samuel da Conceição ist verheiratet und Vater zweier Kinder. Neben Portugiesisch spricht er Deutsch, Englisch, Französisch, Italienisch und Spanisch.